# Enicospilus charus
Enicospilus charus là một loài tò vò trong họ Ichneumonidae.